# Rock instrumental
O rock instrumental é um rock que enfatiza instrumentos musicais e apresenta muito pouco ou nenhum canto. Exemplos de rock instrumental podem ser encontrados em praticamente todos os subgêneros do rock, geralmente de músicos especializados no estilo. Rock instrumental foi mais popular a partir de meados da década de 1950 a meados da década de 1960, com artistas como Bill Doggett Combo, The Fireballs, The Shadows, The Ventures, Johnny and the Hurricanes e The Spotnicks. A música de surf tinha muitas músicas instrumentais. Muitos hits instrumentais vieram do mundo do R&B. Funk e disco produziram vários singles instrumentais durante a década de 1970. The Allman Brothers Band apresenta vários instrumentais. Jeff Beck também gravou dois álbuns instrumentais nos anos 70. Rock progressivo e músicas de art rock das década de 1960 e 1970 fizeram muitas performances instrumentais virtuosas.
Durante os anos 1980 e 1990, o gênero de rock instrumental foi dominado por vários solistas de guitarra, incluindo Joe Satriani, Yngwie Malmsteen e Steve Vai. Os anos 2000 deram lugar a um novo estilo de intérprete instrumental. Por exemplo, John Lowery (também conhecido como John 5), lançou um álbum solo instrumental. Os anos 2000 também viram o surgimento da música instrumental por bandas que foram rotuladas como pós-rock.

## Início
Um notável instrumental inicial foi "Honky Tonk" do Bill Doggett Combo, com sua batida furtiva e sinuoso trecho de órgão e saxofone. E o bluesman Jimmy Reed traçou "Boogie in the Dark" e "Roll and Rhumba".
O saxofonista de jazz Earl Bostic reviveu sua carreira com instrumentais como "Harlem Nocturne" e "Earl's Rhumboogie"; outros músicos de jazz que marcaram sucessos pop incluem Tab Smith e Arnett Cobb. Vários saxofonistas de rhythm and blues haviam tocado músicas instrumentais, incluindo Big Jay McNeeley, Red Prysock e Lee Allen, cujo "Walking with Mr. Lee" era bastante popular.
Houve várias canções instrumentais de blues notáveis durante a década de 1950; "Juke" de Little Walter foi um dos sucessos do R&B.
Músicas de sucesso instrumentais poderiam enfatizar o órgão eletrônico ("Telstar" dos Tornados, "The Happy Organ" de Dave "Baby" Cortez, "Red River Rock" de Johnny & the Hurricanes) ou o saxofone ("Tequila" dos Champs). "Don't Be Cruel" do Black's Combo, o "McDonald's Cave" dos Piltdown, mas o violão era mais proeminente. Duane Eddy marcou vários sucessos (o mais conhecido dele provavelmente é "Rebel-'Rouser"). Eddy foi o primeiro artista de rock ans roll a lançar um álbum em estéreo.
The Fireballs, apresentando o distintivo trabalho de guitarra de George Tomsco, começou sua carreira no final dos anos 50 com hits instrumentais como "Torquay" e "Bulldog". A banda foi pioneira na configuração guitarra/guitarra/baixo /bateria, abrindo o caminho para a cena The Ventures, The Shadows e a cena da surf music. The Fireballs foram uma das poucas bandas instrumentais que transitaram com sucesso para a música vocal, tendo o maior hit de 1963 nos EUA ("Sugar Shack").
The Shadows do Reino Unido, com as guitarras americanas Fender Stratocaster com amplificadores British Vox usando uma unidade de eco e reverberação (guitarra solo) a partir de 1960 tiveram vários singles de sucesso incluindo "Apache", "Wonderful Land" e "The Rise and Fall of Flingle Bunt ". The Shadows (sozinho, e acompanhando Cliff Richard) apareceu pesadamente nas paradas do Reino Unido até 1963, quando a Beatlemania chegou combinada com a indiferença do DJ aos singles não-vocais.
O trabalho de guitarra preciso dos Ventures foi uma influência importante em muitos guitarristas de rock posteriores; eles também ajudaram a formar a surf music, embora suas origens e primeiros discos não fossem instrumentais de surf, por si só. Nos EUA, eles aumentaram muito o instrumental de guitarra e o uso da barra de vibrato na guitarra principal.
A surf music era bastante popular no início dos anos 60 e era geralmente bastante simples e melódica - uma exceção era Dick Dale, que ganhou fama por sua execução rápida, muitas vezes influenciada pela música do Oriente Médio e freqüentemente usando escalas exóticas.
Na época da Invasão Britânica, o rock mudou sensivelmente, e os hits instrumentais vieram principalmente do mundo do R&B. Artistas notáveis incluem Booker T. & the MG's e o saxofonista Junior Walker.
A primeira encarnação do Fleetwood Mac com o líder da banda, Peter Green, alcançou o primeiro lugar nas paradas com o instrumental Albatross em fevereiro de 1969.
Steve Cropper, do MG, afirma:
"Tivemos problemas para fazer o airplay porque os disc-jockeys não gostavam de tocar músicas sem vocais. Ficou cada vez pior e pior até que finalmente empurraram todas as bandas instrumentais do país para fora dos negócios." 
Pouco antes da Invasão Britânica, a versão de Lonnie Mack de "Memphis", de Chuck Berry, alcançou a 5ª posição na Billboard Pop em junho de 1963. Empregando a escala de blues e distorção, inaugurou a era da guitarra de blues rock de Eric Clapton, Jimi Hendrix e Stevie Ray Vaughan. Anteriormente, apenas três outros rocks instrumentais tinham quebrado os cinco primeiros da Billboard: "Guitar Boogie Shuffle", dos Virtues, em 1959, e "Because They Young", de Duane Eddy, e "Walk, Don't Run", dos Ventures, em 1960.
Em agosto de 1964, a Checker Records lançou o álbum Two Great Guitars, gravado pelos pioneiros do rock and roll Chuck Berry e Bo Diddley, que é uma das primeiras gravações de jam session de guitarras do rock.
Ainda nos anos 1960, surgiu nos países nórdicos um tipo de rock instrumental que se desenvolveu na Finlândia ao longo dos anos e que ficou conhecido como Rautalanka. Este estilo musical tem como características um som muito melódico e limpo para os padrões do rock, mas também muito rítmico para ser considerado uma música folclórica. A forte tradição melódica do heavy metal na Finlândia tem suas raízes no rautalanka.

## Década de 1970
Funk e disco produziu vários singles instrumentais durante a década de 1970.
The Allman Brothers Band muitas vezes não é considerada uma banda de rock instrumental, mas eles tocam muitos instrumentais e incluem longas passagens instrumentais em versões mais longas de suas músicas. Um bom exemplo é a versão de 22 minutos do Whipping Post em At Fillmore East LP. Seus instrumentais, "In Memory of Elizabeth Reed" e "Jessica" são populares, com "Jessica" sendo destaque como tema para os as versões de 1977 e 2002 do programa Top Gear.
Jeff Beck também gravou dois álbuns inteiramente instrumentais nos anos 70: Blow by Blow e Wired. Bem-sucedido entre o público mainstream, ambos têm fortes influências de jazz, o último apresentando uma versão cover de um standard do jazz, "Goodbye Pork Pie Hat" de Charles Mingus.
Rock progressivo e músicos de art rock dos anos 1960 e 1970 merecem alguma menção. Muitos desses músicos apresentaram performances instrumentais virtuosas (e músicas instrumentais ocasionais), mas muitas de suas composições também contavam com vocais. King Crimson ganhou um enorme culto no final dos anos 1960 e 1970, com sua produção instrumental explosiva que mesclava rock, jazz, música clássica e heavy metal, embora seus álbuns incluíssem canções com vocais. Tubular Bells de Mike Oldfield, um álbum de rock progressivo lançado em 1973, foi todo instrumental (exceto por breves palavras faladas) e é um dos álbuns instrumentais mais vendidos de todos os tempos, com 16 milhões de cópias vendidas. Uma parte dele foi usada na trilha sonora do filme vencedor do Oscar The Exorcist. A banda holandesa Finch gravou três álbuns instrumentais de rock progressivo de interesse contínuo. Um dos álbuns mais aclamados da banda Camel, The Snow Goose, de 1975, foi totalmente instrumental. Muitas das primeiras composições do Pink Floyd foram, em grande parte, peças instrumentais contendo compotas estruturadas, fundindo rock psicodélico, rock progressivo e space rock. Frank Zappa era conhecido por misturar faixas instrumentais de rock com suas canções de novidades um pouco mais famosas em seus álbuns.
O jazz fusion dos anos 70 tinha muitas vezes um cruzamento estilístico considerável com o rock, e grupos como Return to Forever, Mahavishnu Orchestra e Weather Report tiveram sucessos consideráveis entre os fãs de rock.
A segunda onda da surf music, começou em 1979 com o lançamento do primeiro disco do Jon & The Nightriders.

## Década de 1980
A década de 1980 é considerada a década dos virtuoses da guitarra.
O sueco Yngwie Malmsteen ganhou fama em 1984, tocando na popular banda Alcatrazz, e depois lançando seu primeiro álbum solo Rising Force no final daquele ano, que chegou ao 60º lugar na Billboard Charts. O álbum de 1987 de Joe Satriani, Surfing With The Alien, foi um sucesso, sendo o primeiro álbum de rock instrumental a aparecer no "Mainstream Top 40". Este desempenho do álbum pode ser creditado a cada vez mais popular balada instrumental "Always With Me, Always With You", e ao blues boogie "Satch Boogie" - ambos os grampos para os guitarristas aprenderem. Dois anos depois veio o álbum de acompanhamento de Satriani, Flying in a Blue Dream.
Depois que Malmsteen deixou Alcatrazz, ele foi substituído pelo extravagante e não menos talentoso Steve Vai, que já havia tocado com a banda Frank Zappa. Continuando a tradição (e seguindo um breve período na banda de David Lee Roth de 1986 a 1988), Vai lançou uma série de álbuns solo altamente aclamados. Indiscutivelmente o mais conhecido deles foi seu lançamento em 1990, Passion and Warfare, onde ele popularizou o uso da guitarra de 7 cordas no rock.
Jason Becker também foi considerado por muitos como um grande músico, que lançou dois álbuns com o Cacophony, que era um grupo essencialmente instrumental com Becker e Marty Friedman (o último dos quais passou a tocar com a banda de thrash metal Megadeth). Após o lançamento do segundo álbum da Cacophony Go Off! em 1988, Becker lançou dois álbuns solo antes de ser diagnosticado com ALS. Ele agora usa uma cadeira de rodas e, mesmo completamente incapaz de tocar, continua compondo.
Pepeu Gomes, guitarrista brasileiro, foi considerado em 1988 pela revista americana Guitar World um dos dez melhores guitarristas do mundo. Embora ele tenha canções de rock instrumental puro e sem sabor brasileiro, o que torna seu trabalho realmente único é que ele mistura os ritmos brasileiros conhecidos, ou simplesmente compõe ele mesmo usando samba, choro, maracatu, etc.

## Década de 1990
Em 1990, Steve Vai lançou Passion and Warfare. Uma fusão de rock, jazz, tonalidades clássicas e orientais, Passion and Warfare foi uma inovação técnica em relação ao que poderia ser alcançado no campo da composição de guitarra e do desempenho técnico. Isso foi seguido pelo trio Alien Love Secrets, de 1995, e pelo que alguns consideram o álbum mais épico e complexo de Vai, o Fire Garden, lançado um ano depois.
Ainda em 1990, Eric Johnson lança a aclamada Cliffs of Dover, que tornou-se a primeira canção instrumental a ser Top-5 em paradas musicais da Billboard e da "Radio & Records Rock Radio charts".
Em 1995, Michael Angelo Batio, conhecido pela banda Nitro lançou seu CD No Boundaries, que começou sua carreira solo. Seus álbuns predominantemente apresentam rock instrumental, mas ocasionalmente apresentam vocais por ele mesmo e outros vocalistas. Até agora, Batio lançou oito álbuns solo.
Durante a década de 1990, a música instrumental floresceu entre grupos indie-rock e com a popularidade de grupos de pós-rock como Tortoise, Mogwai e Cul de Sac.
Don Caballero ganhou notoriedade por seu rock de matemática instrumental, assim como as bandas de neo-surf-rock The Mermen e Man or Astro-man?.
O grande sucesso de bilheteria de Quentin Tarantino, Pulp Fiction, fez uso pesado de instrumentais de rock em sua trilha sonora, estimulando algum interesse em instrumentais clássicos e revitalizando a carreira de Dick Dale.
Com a ascensão do grunge, o rock instrumental voltado para a guitarra do tipo popular nos anos 80 se tornou menos popular, e havia poucos artistas que continuaram a prosperar nesse estilo.

## Década de 2000
Durante esta década houve muitos novos lançamentos de álbuns de rock instrumental. A maioria dos guitar hero populares da década de 1980 retornaram rejuvenescidos e geralmente bem recebidos, graças em grande parte ao som revitalizado aparente em seus lançamentos recentes. Artistas como Steve Morse, Marty Friedman, Paul Gilbert, Ron Jarzombek, Joe Satriani e Yngwie Malmsteen continuaram lançando música instrumental e excursionando com grande sucesso. No entanto, ainda é extremamente raro ouvir uma música de rock instrumental no rádio, ou ver uma nas paradas musicais. Les Fradkin popularizou o catálogo de músicas dos Beatles como rock instrumental baseado em guitarra no serviço de download de músicas do iTunes da Apple.
Os anos 2000 deram lugar a um novo estilo de intérprete. John Lowery (também conhecido como John 5) lançou um álbum solo instrumental após deixar Marilyn Manson em 2003. Vertigo é composto por uma fusão de estilos musicais de metal, rockabilly, rock and roll e bluegrass. O álbum foi um sucesso, e o álbum depois disso, Songs for Sanity, que conta com participações especiais de Steve Vai e Albert Lee, foi recebido com mais sucesso, tornando-se um dos discos mais vendidos na gravadora Shrapnel. Ele seguiu isso em 2007 com The Devil Knows My Name, que conta com Joe Satriani, Jim Root e Eric Johnson.
Os anos 2000 viram um aumento na popularidade de bandas que foram rotuladas como pós-rock; muitas dessas bandas criaram músicas de rock instrumental. A Constellation Records lançou alguns dos exemplos mais conhecidos de pós-rock instrumental, como Godspeed You!, Black Emperor and Do Make Say Think. Outros exemplos incluem Austin TV, The Cancer Conspiracy, The Mercury Program, Irepress, 65daysofstatic, God Is An Astronaut, Russian Circles e Explosions in the Sky.
Dentro do selo indie rock, bandas como Ratatat e Delicate Steve são bandas populares de rock instrumental.
Os álbuns solo do guitarrista Omar Rodriguez Lopez são tipicamente instrumentais (Old Money) ou principalmente instrumentais (Se Dice Bisonte, No Bufalo).
No final dos anos 2000, surgiu um novo estilo de heavy metal chamado djent. Algumas das principais bandas da cena, como Animals as Leaders, são atos instrumentais, enquanto muitas outras começaram como atos instrumentais antes de mais tarde adquirirem vocalistas.

## Ver Também
- Rautalanka